# سبايرو 2: موسم اللهيب
 سبايرو 2: موسم اللهيب (بالإنجليزية: Spyro 2: Season of Flame)‏ لعبة فيديو من سلسلة سبايرو أصدرت لجهاز الجيم بوي أدفانس. أصدرت اللعبة في 2002 في أمريكا الشمالية ولم تصدر اللعبة في اليابان، وتعتبر اللعبة الجزء المكمل للعبة سبايرو: موسم الجليد و أول لعبة في سلسلة سبايرو تظهر فيها قدرة سبايرو على استخدام لهيب الثلج والنار (ألهبة مختلفة).